# هورست بيتر
هورست بيتر (بالألمانية: Horst Peter)‏ (24 أبريل 1946 في ألمانيا - ) هو لاعب كرة طائرة ألمانيا الشرقية وألمانيا (وحمل سابقاً جنسية ألمانيا الشرقية). شارك في كرة الطائرة في الألعاب الأولمبية الصيفية – مسابقة رجال ‏ وكرة الطائرة في الألعاب الأولمبية الصيفية 1968 – مسابقة رجال ‏.

## وصلات خارجية
- هورست بيتر على موقع أوليمبيديا (الإنجليزية)